# Sport-Verein Werder von 1899 1986-1987
Questa voce raccoglie le informazioni riguardanti il Sport-Verein Werder von 1899 nelle competizioni ufficiali della stagione 1986-1987.

## Stagione
Nella stagione 1986-1987 il Werder Brema, allenato da Otto Rehhagel, concluse il campionato di Bundesliga al 5º posto. In Coppa di Germania il Werder Brema fu eliminato al primo turno dall'Alemannia Aquisgrana. In Coppa UEFA il Werder Brema fu eliminato al primo turno dall'Atlético Madrid.

## Rosa
| N. |                     | Ruolo | Calciatore         |
| -- | ------------------- | ----- | ------------------ |
|    | Germania (bandiera) | P     | Dieter Burdenski   |
|    | Germania (bandiera) | P     | Oliver Reck        |
|    | Norvegia (bandiera) | D     | Rune Bratseth      |
|    | Germania (bandiera) | D     | Michael Kutzop     |
|    | Germania (bandiera) | D     | Dirk Lellek        |
|    | Germania (bandiera) | D     | Axel Noruschat     |
|    | Germania (bandiera) | D     | Jonny Otten        |
|    | Austria (bandiera)  | D     | Bruno Pezzey       |
|    | Germania (bandiera) | D     | Matthias Ruländer  |
|    | Germania (bandiera) | D     | Gunnar Sauer       |
|    | Germania (bandiera) | D     | Thomas Schaaf      |
|    | Germania (bandiera) | D     | Dieter Schlindwein |
|    | Germania (bandiera) | C     | Dieter Eilts       |

| N. |                     | Ruolo | Calciatore          |
| -- | ------------------- | ----- | ------------------- |
|    | Germania (bandiera) | C     | Günter Hermann      |
|    | Germania (bandiera) | C     | Frank Klobke        |
|    | Germania (bandiera) | C     | Norbert Meier       |
|    | Germania (bandiera) | C     | Benno Möhlmann      |
|    | Germania (bandiera) | C     | Wolfgang Sidka      |
|    | Germania (bandiera) | C     | Miroslav Votava     |
|    | Germania (bandiera) | C     | Thomas Wolter       |
|    | Germania (bandiera) | A     | Manfred Burgsmüller |
|    | Germania (bandiera) | A     | Christoph Hanses    |
|    | Germania (bandiera) | A     | Frank Neubarth      |
|    | Germania (bandiera) | A     | Frank Ordenewitz    |
|    | Germania (bandiera) | A     | Rudi Völler         |

## Organigramma societario
Area tecnica
- Allenatore: Otto Rehhagel
- Allenatore in seconda: Karl-Heinz Kamp
- Preparatore dei portieri:
- Preparatori atletici:

## Calciomercato

### Sessione estiva
| Acquisti | Acquisti           | Acquisti         | Acquisti |
| R.       | Nome               | da               | Modalità |
| -------- | ------------------ | ---------------- | -------- |
| D        | Dieter Schlindwein | Waldhof Mannheim |          |

| Cessioni | Cessioni   | Cessioni       | Cessioni |
| R.       | Nome       | a              | Modalità |
| -------- | ---------- | -------------- | -------- |
| P        | Klaus Funk | Hertha Berlino |          |

### Sessione invernale
| Acquisti | Acquisti      | Acquisti            | Acquisti |
| R.       | Nome          | da                  | Modalità |
| -------- | ------------- | ------------------- | -------- |
| D        | Rune Bratseth | Rosenborg           |          |
| D        | Dirk Lellek   | Vikt. Aschaffenburg |          |

| Cessioni | Cessioni | Cessioni | Cessioni |
| R.       | Nome     | a        | Modalità |
| -------- | -------- | -------- | -------- |

## Risultati

### Bundesliga

#### Girone di andata
| Arbitro: | Kautschor |

|                                               |           |                                                   |
| Burgsmüller 47’, 59’, 82’ Ordenewitz 84’, 90’ | Marcatori | 20’ Lieberwirth 34’ Andersen 88’ (rig.) Grahammer |

| Arbitro: | Pauly |

|                                  |           |  |
| Gründel 5’, 28’ Kaltz 71’ (rig.) | Marcatori |  |

| Arbitro: | Broska |

|            |           |  |
| Völler 14’ | Marcatori |  |

| Arbitro: | Dellwing |

|            |           |                              |
| Thiele 40’ | Marcatori | 8’ (rig.), 81’ (rig.) Kutzop |

| Arbitro: | Weber |

|                    |           |                                             |
| Brefort 27’ (rig.) | Marcatori | 7’, 76’ Völler 25’ (rig.) Kutzop 82’ Schaaf |

| Brema 12 settembre 1986, ore 20:00 CEST 6ª giornata | Werder Brema | 0 – 0 referto | Bochum | Weserstadion (22 800 spett.)\| Arbitro: \| Schäfer \| |
| Arbitro:                                            | Schäfer      |               |        |                                                       |

| Arbitro: | Matheis |

|                                |           |                        |
| Schaaf 56’ (aut.) Smolarek 59’ | Marcatori | 35’ Meier 77’ Möhlmann |

| Arbitro: | Föckler |

|            |           |              |
| Völler 27’ | Marcatori | 75’ Pflügler |

| Arbitro: | Theobald |

|                                           |           |                |
| Cha 32’ Schreier 38’ Waas 63’ (rig.), 72’ | Marcatori | 44’ Ordenewitz |

| Arbitro: | Puchalski |

|                                                        |           |                     |
| Burgsmüller 2’ Schaaf 43’ Votava 74’ Kutzop 86’ (rig.) | Marcatori | 14’ Bührer 40’ Neun |

| Arbitro: | Assenmacher |

|  |           |                   |
|  | Marcatori | 45’ (rig.) Kutzop |

| Arbitro: | Wittke |

|                                     |           |            |
| Völler 8’, 28’, 52’ Votava 66’, 80’ | Marcatori | 27’ Funkel |

| Arbitro: | Pauly |

|                                                |           |  |
| Merkle 29’ Klinsmann 31’, 38’ Pašić 79’ (rig.) | Marcatori |  |

| Brema 14 novembre 1986, ore 20:00 CET 14ª giornata | Werder Brema | 0 – 0 referto | Schalke 04 | Weserstadion (26 000 spett.)\| Arbitro: \| Boos \| |
| Arbitro:                                           | Boos         |               |            |                                                    |

| Arbitro: | Neuner |

|                     |           |           |
| Mill 66’ Dickel 81’ | Marcatori | 9’ Völler |

| Arbitro: | Reinstädtler |

|                                                             |           |                            |
| Völler 3’, 42’ Burgsmüller 22’ Schaaf 50’ Kutzop 80’ (rig.) | Marcatori | 60’ Thomas 88’ Krümpelmann |

| Arbitro: | Werner |

|                                  |           |  |
| Geils 7’ Allofs 15’ Woodcock 89’ | Marcatori |  |

#### Girone di ritorno
| Arbitro: | Föckler |

|                                                       |           |            |
| Eckstein 49’ Reuter 55’, 74’ (rig.) Andersen 69’, 77’ | Marcatori | 85’ Kutzop |

| Arbitro: | Kautschor |

|                 |           |           |
| Völler 13’, 46’ | Marcatori | 70’ Kastl |

| Arbitro: | Gabor |

|                   |           |                                |
| Wuttke 24’ (rig.) | Marcatori | 42’ Ordenewitz 57’, 90’ Völler |

| Arbitro: | Tritschler |

|            |           |                                                                             |
| Pezzey 65’ | Marcatori | 40’ Dreßen 48’ Rahn 50’ Hochstätter 57’, 74’ Criens 66’ Bakalorz 82’ Krauss |

| Arbitro: | Assenmacher |

|                            |           |  |
| Burgsmüller 50’ Wolter 89’ | Marcatori |  |

| Arbitro: | Brehm |

|           |           |            |
| Kempe 61’ | Marcatori | 53’ Völler |

| Arbitro: | Pauly |

|                                          |           |              |
| Meier 5’ Wolter 13’ Völler 48’ Sauer 90’ | Marcatori | 21’ Turowski |

| Arbitro: | Dellwing |

|                                          |           |                       |
| Rummenigge 34’ Pflügler 49’ Matthäus 56’ | Marcatori | 14’ Völler 43’ Wolter |

| Arbitro: | Scheuerer |

|              |           |  |
| Bratseth 68’ | Marcatori |  |

| Arbitro: | Kruse |

|            |           |  |
| Walter 12’ | Marcatori |  |

| Arbitro: | Ahlenfelder |

|                                                            |           |  |
| Meier 23’, 72’ Völler 43’, 47’ Ordenewitz 69’ Möhlmann 85’ | Marcatori |  |

| Arbitro: | Bruch |

|            |           |                |
| Funkel 57’ | Marcatori | 16’ Ordenewitz |

| Arbitro: | Weber |

|            |           |  |
| Völler 17’ | Marcatori |  |

| Arbitro: | Scheuerer |

|               |           |  |
| Marquardt 16’ | Marcatori |  |

| Arbitro: | Tritschler |

|                                                                   |           |  |
| Burgsmüller 7’, 71’ Möhlmann 30’ Ordenewitz 75’ (rig.) Schaaf 86’ | Marcatori |  |

| Arbitro: | Wittke |

|                      |           |            |
| Dusend 5’ Thomas 35’ | Marcatori | 71’ Völler |

| Arbitro: | Theobald |

|                           |           |            |
| Ordenewitz 12’ Völler 40’ | Marcatori | 37’ Allofs |

### Coppa di Germania
| Brema 29 agosto 1986, ore 20:00 CEST Primo turno | Werder Brema | 0 – 0 (d.t.s.) referto | Alemannia Aquisgrana | Weserstadion (5 989 spett.)\| Arbitro: \| Jupe \| |
| Arbitro:                                         | Jupe         |                        |                      |                                                   |

| Arbitro: | Steinborn |

|                                                                |                      |                                                                           |
| Gries Kahlhofen Ruof Olck Buschlinger Kau Ritter Hach Notthoff | Tiri di rigore 7 – 6 | Kutzop Burgsmüller Schaaf Meier Ordenewitz Hermann Votava Sauer Burdenski |

### Coppa UEFA
| Arbitro: | Galler |

|                        |           |  |
| Uralde 48’ Arteche 71’ | Marcatori |  |

| Arbitro: | Delmer |

|                        |           |              |
| Neubarth 65’ Meier 83’ | Marcatori | 113’ Salinas |

## Statistiche

### Statistiche di squadra
| Competizione      | Punti | In casa | In casa | In casa | In casa | In casa | In casa | In trasferta | In trasferta | In trasferta | In trasferta | In trasferta | In trasferta | Totale | Totale | Totale | Totale | Totale | Totale | DR  |
| Competizione      | Punti | G       | V       | N       | P       | Gf      | Gs      | G            | V            | N            | P            | Gf           | Gs           | G      | V      | N      | P      | Gf     | Gs     | DR  |
| ----------------- | ----- | ------- | ------- | ------- | ------- | ------- | ------- | ------------ | ------------ | ------------ | ------------ | ------------ | ------------ | ------ | ------ | ------ | ------ | ------ | ------ | --- |
| Bundesliga        | 40    | 17      | 13      | 3       | 1       | 45      | 19      | 17           | 4            | 3            | 10           | 20           | 35           | 34     | 17     | 6      | 11     | 65     | 54     | +11 |
| Coppa di Germania | -     | 1       | 0       | 1       | 0       | 0       | 0       | 1            | 0            | 1            | 0            | 0            | 0            | 2      | 0      | 2      | 0      | 0      | 0      | 0   |
| Coppa UEFA        | -     | 1       | 1       | 0       | 0       | 2       | 1       | 1            | 0            | 0            | 1            | 0            | 2            | 2      | 1      | 0      | 1      | 2      | 3      | -1  |
| Totale            | 40    | 19      | 14      | 4       | 1       | 47      | 20      | 19           | 4            | 4            | 11           | 20           | 37           | 38     | 18     | 8      | 12     | 67     | 57     | +10 |

### Andamento in campionato
| Giornata  | 1 | 2  | 3 | 4 | 5 | 6 | 7 | 8 | 9 | 10 | 11 | 12 | 13 | 14 | 15 | 16 | 17 | 18 | 19 | 20 | 21 | 22 | 23 | 24 | 25 | 26 | 27 | 28 | 29 | 30 | 31 | 32 | 33 | 34 |
| --------- | - | -- | - | - | - | - | - | - | - | -- | -- | -- | -- | -- | -- | -- | -- | -- | -- | -- | -- | -- | -- | -- | -- | -- | -- | -- | -- | -- | -- | -- | -- | -- |
| Luogo     | C | T  | C | T | T | C | T | C | T | C  | T  | C  | T  | C  | T  | C  | T  | T  | C  | T  | C  | C  | T  | C  | T  | C  | T  | C  | T  | C  | T  | C  | T  | C  |
| Risultato | V | P  | V | V | V | N | N | N | P | V  | V  | V  | P  | N  | P  | V  | P  | P  | V  | V  | P  | V  | N  | V  | P  | V  | P  | V  | N  | V  | P  | V  | P  | V  |
| Posizione | 4 | 11 | 7 | 4 | 3 | 4 | 5 | 5 | 6 | 4  | 4  | 4  | 4  | 4  | 6  | 5  | 6  | 8  | 7  | 6  | 6  | 6  | 6  | 5  | 5  | 4  | 6  | 4  | 4  | 4  | 5  | 4  | 5  | 5  |

Legenda:

Luogo: C = Casa; T = Trasferta. Risultato: V = Vittoria; N = Pareggio; P = Sconfitta.

### Statistiche dei giocatori
| Giocatore      | Bundesliga | Bundesliga | Bundesliga  | Bundesliga | Coppa di Germania | Coppa di Germania | Coppa di Germania | Coppa di Germania | Coppa UEFA | Coppa UEFA | Coppa UEFA  | Coppa UEFA | Totale   | Totale | Totale      | Totale     |
| Giocatore      | Presenze   | Reti       | Ammonizioni | Espulsioni | Presenze          | Reti              | Ammonizioni       | Espulsioni        | Presenze   | Reti       | Ammonizioni | Espulsioni | Presenze | Reti   | Ammonizioni | Espulsioni |
| -------------- | ---------- | ---------- | ----------- | ---------- | ----------------- | ----------------- | ----------------- | ----------------- | ---------- | ---------- | ----------- | ---------- | -------- | ------ | ----------- | ---------- |
| R. Bratseth    | 17         | 1          | 0           | 0          | 0                 | 0                 | 0                 | 0                 | 0          | 0          | 0           | 0          | 17       | 1      | 0           | 0          |
| D. Burdenski   | 34         | 0          | 2           | 0          | 1                 | 0                 | 0                 | 0                 | 2          | 0          | 0           | 0          | 37       | 0      | 2           | 0          |
| M. Burgsmüller | 30         | 8          | 1           | 0          | 2                 | 0                 | 0                 | 0                 | 2          | 0          | 0           | 0          | 34       | 8      | 1           | 0          |
| D. Eilts       | 1          | 0          | 0           | 0          | 0                 | 0                 | 0                 | 0                 | 0          | 0          | 0           | 0          | 1        | 0      | 0           | 0          |
| C. Hanses      | 3          | 0          | 0           | 0          | 0                 | 0                 | 0                 | 0                 | 0          | 0          | 0           | 0          | 3        | 0      | 0           | 0          |
| G. Hermann     | 25         | 0          | 1           | 0          | 2                 | 0                 | 0                 | 0                 | 1          | 0          | 0           | 0          | 28       | 0      | 1           | 0          |
| F. Klobke      | 0          | 0          | 0           | 0          | 0                 | 0                 | 0                 | 0                 | 0          | 0          | 0           | 0          | 0        | 0      | 0           | 0          |
| M. Kutzop      | 24         | 7          | 6           | 0          | 1                 | 0                 | 1                 | 0                 | 2          | 0          | 0           | 0          | 27       | 7      | 7           | 0          |
| D. Lellek      | 0          | 0          | 0           | 0          | 0                 | 0                 | 0                 | 0                 | 0          | 0          | 0           | 0          | 0        | 0      | 0           | 0          |
| N. Meier       | 30         | 4          | 5           | 0          | 2                 | 0                 | 0                 | 0                 | 2          | 1          | 0           | 0          | 34       | 5      | 5           | 0          |
| B. Möhlmann    | 20         | 3          | 4           | 0          | 0                 | 0                 | 0                 | 0                 | 2          | 0          | 0           | 0          | 22       | 3      | 4           | 0          |
| F. Neubarth    | 5          | 0          | 1           | 0          | 0                 | 0                 | 0                 | 0                 | 2          | 1          | 0           | 0          | 7        | 1      | 1           | 0          |
| A. Noruschat   | 1          | 0          | 0           | 0          | 0                 | 0                 | 0                 | 0                 | 0          | 0          | 0           | 0          | 1        | 0      | 0           | 0          |
| F. Ordenewitz  | 30         | 8          | 2           | 0          | 2                 | 0                 | 0                 | 0                 | 1          | 0          | 0           | 0          | 33       | 8      | 2           | 0          |
| J. Otten       | 29         | 0          | 4           | 0          | 2                 | 0                 | 0                 | 0                 | 2          | 0          | 0           | 0          | 33       | 0      | 4           | 0          |
| B. Pezzey      | 15         | 1          | 3           | 0          | 0                 | 0                 | 0                 | 0                 | 0          | 0          | 0           | 0          | 15       | 1      | 3           | 0          |
| O. Reck        | 0          | 0          | 0           | 0          | 1                 | 0                 | 0                 | 0                 | 0          | 0          | 0           | 0          | 1        | 0      | 0           | 0          |
| M. Ruländer    | 10         | 0          | 1           | 1          | 2                 | 0                 | 1                 | 0                 | 1          | 0          | 0           | 0          | 13       | 0      | 2           | 1          |
| G. Sauer       | 25         | 1          | 6           | 0          | 2                 | 0                 | 1                 | 0                 | 2          | 0          | 0           | 0          | 29       | 1      | 7           | 0          |
| T. Schaaf      | 29         | 4          | 3           | 0          | 2                 | 0                 | 0                 | 0                 | 2          | 0          | 0           | 0          | 33       | 4      | 3           | 0          |
| D. Schlindwein | 3          | 0          | 0           | 0          | 1                 | 0                 | 0                 | 0                 | 1          | 0          | 0           | 0          | 5        | 0      | 0           | 0          |
| W. Sidka       | 0          | 0          | 0           | 0          | 0                 | 0                 | 0                 | 0                 | 0          | 0          | 0           | 0          | 0        | 0      | 0           | 0          |
| M. Votava      | 34         | 3          | 2           | 0          | 2                 | 0                 | 0                 | 0                 | 2          | 0          | 0           | 0          | 38       | 3      | 2           | 0          |
| R. Völler      | 30         | 22         | 4           | 0          | 1                 | 0                 | 0                 | 0                 | 1          | 0          | 0           | 0          | 32       | 22     | 4           | 0          |
| T. Wolter      | 29         | 3          | 0           | 0          | 2                 | 0                 | 0                 | 0                 | 1          | 0          | 0           | 0          | 32       | 3      | 0           | 0          |